# Theorie der rationalen Entscheidung
Theorie der rationalen Entscheidung (englisch rational choice theory; ['ræʃ(ə)nəl ˈtʃɔɪs θɪəɹi]) ist eine Sammelbezeichnung für verschiedene Ansätze einer Handlungstheorie der Sozialwissenschaften zur Untersuchung getroffener Entscheidungen. Die normative Entscheidungstheorie basiert auf der Theorie der rationalen Entscheidung und normativen Modellen.

## Allgemeines
Generell schreiben diese Ansätze handelnden Subjekten (Akteuren) rationales Verhalten zu, wobei diese Subjekte aufgrund gewisser Präferenzen ein nutzenmaximierendes (z. B. kostenminimierendes) Verhalten zeigen. Während diese Verhaltensannahme in der Volkswirtschaftslehre dominierend ist, stellt die Theorie der rationalen Entscheidung in anderen Sozialwissenschaften einen Ansatz unter weiteren dar. 
Es gibt jedoch Beobachtungen, „dass oft minimale Veränderungen in der Art der Informationsvermittlung und geringfügige Variationen des Entscheidungskontextes zu oft dramatischen Veränderungen im Entscheidungsverhalten führen.“ Dieses als Framing-Effekt bezeichnete Phänomen legt nahe, dass Entscheidungen nicht immer rein rational getroffen werden. Es wird als Anomalie des Rational-Choice-Ansatzes betrachtet. Auch aus anderer Perspektive sind die Annahmen der Theorie der rationalen Entscheidung als realitätsfremd kritisiert worden. Heute wird daher der Rational-Choice-Ansatz kaum noch als Theorie im wissenschaftstheoretischen Sinn verwendet.

## Ziel und Methode
Die Theorien der rationalen Entscheidung orientieren sich an der klassischen Nationalökonomie Adam Smiths, berufen sich auf Max Webers Programm einer verstehenden Soziologie und auf die Ideen von Hans Morgenthau. Sie versuchen, komplexe soziale Handlungen mit Hilfe möglichst einfacher Modellannahmen zu fassen. 
In der frühen Anwendung des Rational-Choice-Ansatzes, etwa in der Politikwissenschaft durch William H. Riker an der US-amerikanischen University of Rochester, war das angestrebte Ziel, soziale Gesetze zu finden, die universelle Gültigkeit und logische Kohärenz, wie etwa die der Newtonschen Physik, besitzen. 
Moderne Vertreter des Rational-Choice-Ansatzes verweisen auf die Vorteile der logisch-deduktiven Eigenschaften mathematischer Modelle für rigoroses Theoretisieren. Sie verweisen zudem auf die Vorteile des Ansatzes für das Generieren von Kausalerklärungen auf der Ebene des Individuums. In Anlehnung an das Makro-Mikro-Makro-Schema betonen Vertreter der Theorie der rationalen Entscheidung, dass sich gesellschaftlicher Wandel nicht nach strengen Gesetzen vollziehe. Allgemeine Gesetze fänden sich nur auf der Ebene des menschlichen Verhaltens. Erst diese menschlichen Verhaltenskonstanten ermöglichen gemeinsam mit den jeweiligen Randbedingungen einer sozialen Situation Voraussagen über die Handlungen der Akteure.
Erklärungsmodelle der rationalen Entscheidung reichen vom klassischen Homo oeconomicus bis zum RREEMM-Modell (Restricted Resourceful Expecting Evaluating Maximising Man) der modernen Soziologie. Über den Rationalitätsbegriff des rationalen Individuums gibt es ebenso wie über die Gewichtung und Entstehung der Präferenzen keine Einigkeit. Einige Autoren nehmen lediglich an, dass Akteure über transitive und vollständig bekannte Präferenzen verfügen. Wieder andere treffen Annahmen über den Verlauf der Nutzenfunktionen. Weiterhin besteht keine Einigkeit darüber, ob nur objektiv messbare Größen, z. B. Geldgewinne, oder ob auch subjektive Empfindungen, z. B. die Freude an altruistischem Handeln, als Nutzen in die Modelle miteinbezogen werden sollen. Objektive Größen erhöhen die empirische Prüfbarkeit der Theorien. Subjektiver Nutzen gestaltet die Modelle zwar realistischer, birgt aber die Gefahr, dass praktisch jede Handlung durch die beliebige Einführung weiterer nicht oder nur schwer überprüfbarer subjektiver Präferenzen erklärt werden kann. Damit verliert die Theorie unter Umständen einen ihrer Hauptvorteile, die Möglichkeit zur Ableitung möglichst präziser Hypothesen.
Anwendungen aus der Spieltheorie zur Untersuchung der Theorie der Rationalen Entscheidung sind insbesondere die Ultimatumspiele. Weiterhin untersucht die Verhaltensforschung Entscheidungsverhalten, das arbiträr wirkt und damit im Widerspruch zu rationalem Verhalten zu stehen scheint.

## Umstrittene Punkte
Während die Theorie der rationalen Entscheidung in den Wirtschaftswissenschaften ein bedeutendes Paradigma ist und es in vielen Modellen für ausreichend gehalten wird, von rationaler Entscheidung ausgehen zu können, wird die Theorie in der Soziologie, Psychologie und der Politikwissenschaft kontrovers diskutiert. 
Einer der Hauptstreitpunkte ist der verwendete methodologische Individualismus; es wird debattiert, ob sich soziales Verhalten und soziale Gesetze durch das Verhalten vieler einzelner Individuen bestimmen lassen, oder ob das soziale Handeln eigene, kollektivistische Gesetzmäßigkeiten aufweist. 
Eine schwächere Version dieser Kritik wirft dem Ansatz der Rationalen Entscheidung vor, soziale Probleme strukturell bedingt unterkomplex zu fassen.
Zum anderen steht die starke Modellhaftigkeit des Ansatzes in der Kritik: Es gibt empirische Evidenz, dass Menschen nur begrenzt rational handeln und dass das für die Beteiligten von Vorteil ist. Die meisten Theoretiker der Rationalen Entscheidung räumen das ein, machen aber geltend, dass rationale Nutzenmaximierung eine plausible Grundannahme darstelle, von der aus die Modelle bestimmten arbeits- und lebensweltlichen Situationen angepasst werden könnten.

## Bekannte Vertreter
- Robert Axelrod
- Gary Becker
- Duncan Black
- Raymond Boudon
- James M. Buchanan
- James Samuel Coleman
- Anthony Downs (An Economic Theory of Democracy, 1957)
- Jon Elster
- Hartmut Esser
- John Harsanyi
- George C. Homans
- Siegwart Lindenberg
- Mancur Olson
- Karl-Dieter Opp
- Franz Urban Pappi
- Adam Przeworski
- Werner Raub
- Joseph Schumpeter
- Rudolf Schüßler
- Thomas Voss